# Lista över manliga OS-medaljörer i mångkamp
OBS! Nedan ingår även medaljörerna från jubileumsturneringen 1906 i Aten, som sedan dess fråntagits sin officiella olympiska status.

## Femkamp
| År   | Guld              | Guld    | Silver          | Silver | Brons           | Brons   |
| 1906 | Hjalmer Mellander | Sverige | István Mudin    | Ungern | Eric Lemming    | Sverige |
| 1912 | Jim Thorpe        | USA     | Ferdinand Bie   | Norge  | James Donahue   | USA     |
| 1920 | Eero Lehtonen     | Finland | Everett Bradley | USA    | Hugo Lahtinen   | Finland |
| 1924 | Eero Lehtonen     | Finland | Elemér Somfay   | Ungern | Robert LeGendre | USA     |

1906 - standing long jump (Stående längdhopp - utan ansats), discus throw (greek style), javelin throw (spjut), 192 m run and greco-roman wrestling
1912-24 - long jump, javelin throw, 200 m run, discus throw and 1500 m run

## All-Around
| År ( ) | Guld            | Silver          | Brons              |
| 1904   | Tom Kiely (GBR) | Adam Gunn (USA) | Truxton Hare (USA) |

- 100 yards (91,44 m)
- kulstötning
- höjdhopp
- 880 yards gång (804,67 m)
- slägga
- stavhopp
- 120 yards häck (109,73 m)
- 56 poundsvikt (25,40 kg)
- längdhopp

## Tiokamp
| År   | Guld             | Guld           | Silver             | Silver        | Brons                        | Brons         |
| ---- | ---------------- | -------------- | ------------------ | ------------- | ---------------------------- | ------------- |
| 1912 | Jim Thorpe       | USA            | Hugo Wieslander    | Sverige       | Charles Lomberg              | Sverige       |
| 1920 | Helge Løvland    | Norge          | Brutus Hamilton    | USA           | Bertil Ohlsson               | Sverige       |
| 1924 | Harold Osborn    | USA            | Emerson Norton     | USA           | Aleksander Klumberg-Kolmpere | Estland       |
| 1928 | Paavo Yrjölä     | Finland        | Akilles Järvinen   | Finland       | Ken Doherty                  | USA           |
| 1932 | Jim Bausch       | USA            | Akilles Järvinen   | Finland       | Wolrad Eberle                | Tyskland      |
| 1936 | Glenn Morris     | USA            | Bob Clark          | USA           | Jack Parker                  | USA           |
| 1948 | Bob Mathias      | USA            | Ignace Heinrich    | Frankrike     | Floyd Simmons                | USA           |
| 1952 | Bob Mathias      | USA            | Milt Campbell      | USA           | Floyd Simmons                | USA           |
| 1956 | Milt Campbell    | USA            | Rafer Johnson      | USA           | Vasiliy Kuznetsov            | Sovjetunionen |
| 1960 | Rafer Johnson    | USA            | Yang Chuan-Kwang   | Taiwan        | Vasiliy Kuznetsov            | Sovjetunionen |
| 1964 | Willi Holdorf    | Tyskland       | Rein Aun           | Sovjetunionen | Hans-Joachim Walde           | Tyskland      |
| 1968 | Bill Toomey      | USA            | Hans-Joachim Walde | Västtyskland  | Kurt Bendlin                 | Västtyskland  |
| 1972 | Nikolay Avilov   | Sovjetunionen  | Leonid Litvinenko  | Sovjetunionen | Ryszard Katus                | Polen         |
| 1976 | Bruce Jenner     | USA            | Guido Kratschmer   | Västtyskland  | Nikolay Avilov               | Sovjetunionen |
| 1980 | Daley Thompson   | Storbritannien | Jurij Kutsenko     | Sovjetunionen | Sergej Zjelanov              | Sovjetunionen |
| 1984 | Daley Thompson   | Storbritannien | Jürgen Hingsen     | Västtyskland  | Siegfried Wentz              | Västtyskland  |
| 1988 | Christian Schenk | Östtyskland    | Torsten Voss       | Östtyskland   | Dave Steen                   | Kanada        |
| 1992 | Robert Zmelík    | Tjeckien       | Antonio Peñalver   | Spanien       | Dave Johnson                 | USA           |
| 1996 | Dan O'Brien      | USA            | Frank Busemann     | Tyskland      | Tomáš Dvořák                 | Tjeckien      |
| 2000 | Erki Nool        | Estland        | Roman Šebrle       | Tjeckien      | Chris Huffins                | USA           |
| 2004 | Roman Šebrle     | Tjeckien       | Bryan Clay         | USA           | Dmitriy Karpov               | Kazakstan     |
| 2008 | Bryan Clay       | USA            | Andrej Kraŭtjanka  | Vitryssland   | Leonel Suárez                | Kuba          |
| 2012 | Ashton Eaton     | USA            | Trey Hardee        | USA           | Leonel Suárez                | Kuba          |
| 2016 | Ashton Eaton     | USA            | Kévin Mayer        | Frankrike     | Damian Warner                | Kanada        |
| 2020 | Damian Warner    | Kanada         | Kévin Mayer        | Frankrike     | Ashley Moloney               | Australien    |